# Otto Umfrid
Otto Ludwig Umfrid (né le 2 mai 1857 à Nürtingen - mort le 23 mai 1920 à Winnenden) était un théologien luthérien et un pacifiste allemand. 

## Vie et œuvre
Fils d'un avocat, Umfrid étudie la théologie à l'Institution évangélique de Tübingen entre 1875 et 1879 où il est lecteur de 1882 à 1884. En 1884, il occupe un poste de pasteur en Forêt-Noire avant de devenir pasteur à Stuttgart en 1890. En 1894, Otto Umfrid entre à la Deutsche Friedensgesellschaft. Sur son initiative est fondée l'association régionale du Wurtemberg de la DFG. Il devient en 1900 le vice-président de la DFG dont il fait figure de phare spirituel et dont le bureau principal s'installe la même année à Stuttgart. Il s'emploie particulièrement à la compréhension entre la France et l'Allemagne tout comme entre l'Allemagne et la Russie. Il fait pour cela entendre sa voix au congrès mondial pour la paix en 1904 et lors des rassemblements pacifistes en Allemagne.
Umfrid est décrié par l'Église wurtembergeoise comme un « agitateur de la paix ». À cause de sa cécité totale, il doit prendre sa retraite en 1913. La remise du Prix Nobel de la paix est retardée à cause de la Première Guerre mondiale qui vient d'éclater. Toutefois, Otto Umfrid se trouve dans le cercle fermé des six candidats nommés pour le prix.
L'idée que soutient Umfrid est celle d'une confédération européenne. Cette pensée trouve sa source dans des mises en garde du pacifiste français Paul Henri Balluet d'Estournelles de Constant contre les risques d'une domination économique et politique de l'Europe par l'Amérique du Nord et l'Asie. Pour d'Estournelles de Constant, un des moyens de contrer ce danger est de concentrer les forces européennes. Les idées pacifistes de Karl Christian Planck (de) influencent Umfrid depuis ses études. Planck plaide pour un gouvernement mondial en liaison avec une communauté internationale des États pour sécuriser la paix dans le monde. 
Umfrid reprend et développe ces idées qui forment le noyau de ses attentes pacifistes. D'après lui, une confédération européenne seule peut garantir la paix durable dans l'ancien monde. Dans son texte rédigé en 1913 et publié sous le titre de Europa den Europäern, il fait connaître ses idées mais en accordant toutefois beaucoup d'importance au fait que la fédération des États européens ne peut être que le stade préliminaire à une symbiose de l'humanité. Son objectif est une famille globale et coopérative des États. De plus, Umfrid nomme dans son livre Europa den Europäern les droits de l'Homme élémentaires et essaie de les mettre en œuvre dans les relations bilatérales.
Pendant la Première Guerre mondiale, Umfrid dévoile la propagande de guerre allemande, ce qui lui vaut d'être interdit d'écrire. En 1917, Umfrid démissionne de tous ses postes et se retire. Pendant vingt ans, il est l'éditeur du feuillet rassemblant les prêches du dimanche intitulé Grüß Gott. Il s'oppose à la diffusion des théories raciales discriminatoires dans lesquelles il ne voit qu'un retour brutal dans la barbarie. Umfrid lui-même est exposé aux attaques de ses collègues dont un lui crache dessus à cause de son « affiliation avec les Juifs et amis des Juifs ». 
Plus tard, les nationaux-socialistes poussent au suicide le fils d'Otto Umfrid, Hermann Umfrid, alors pasteur dans le village franconien de Niederstetten. Il s'était engagé contre les pogroms commis par les sbires d'Hitler au début du régime nazi.

## Œuvres
- „Karl Planck. Dessen Werke und Wirken. Zum Andenken an den Verewigten seinen Schülern und Freunden gewidmet.“  Fues, Tübingen 1881.
- „Friede auf Erden! Betrachtungen über den Völkerfrieden.“ Langguth, Esslingen am Neckar 1898.
- „Europa den Europäern. Politische Ketzereien.“ Langguth, Esslingen am Neckar 1913.